# Law & Order
Law & Order, im deutschsprachigen Raum ehemals bekannt als Die Aufrechten – Aus den Akten der Straße, ist eine von 1990 bis 2010 und seit 2022 produzierte US-amerikanische Fernsehserie. Sie spielt in New York City und stellt realitätsnah die Aufklärung von Tötungsdelikten und anderen Gewaltverbrechen durch Mordermittler des New York City Police Departments und die Strafverfolgung der Täter durch die Staatsanwaltschaft dar. Die meisten der dargestellten Fälle wurden den Presseschlagzeilen entnommen. Die Idee zur Serie hatte Dick Wolf, der auch als Executive Producer fungierte.
Zu den Auszeichnungen gehört der Emmy Award in der Kategorie „Beste Dramaserie“ 1997. Die Serie brachte zahlreiche Ableger hervor. Zudem entstanden auch international Fernsehserien nach ihrem Vorbild. Sie gilt damit als eine der einflussreichsten Krimiserien. Gemessen an Erstausstrahlungsdauer und Episodenmenge gehört sie außerdem zu den längsten Primetime-Dramaserien des US-amerikanischen Fernsehens.
Nach elf Jahren wurde vom Sender NBC die Wiederaufnahme der Serie beschlossen und im September 2021 eine 21. Staffel bestellt, die vom 24. Februar bis zum 19. Mai 2022 ausgestrahlt wurde.
Eine 25. Staffel wurde im Mai 2025 bestellt, die ab Herbst 2025 auf NBC ausgestrahlt werden soll.

## Konzept
| „In the criminal justice system, the people are represented by two separate yet equally important groups: the police who investigate crime and the district attorneys who prosecute the offenders. These are their stories.“ | dt.: „Das Rechtssystem kennt zwei wichtige, voneinander unabhängige Behörden, die dem Schutz der Bürger dienen: die Polizei, die begangene Straftaten aufklärt, und die Staatsanwaltschaft, die die Täter anklagt. Dies sind ihre Geschichten.“ |

Mit diesen Worten beginnt jede Folge von Law & Order. Darauf folgen oftmals die Entdeckung einer oder mehrerer Leiche(n) und der Vorspann mit Melodie und Hauptbesetzung. Anschließend versuchen die Detectives der Mordkommission einen Verdächtigen zu ermitteln. Im zweiten Teil der Folge werden die Bemühungen der Staatsanwaltschaft gezeigt, eine Verurteilung des Angeklagten zu erreichen. Die Arbeit der Polizei und der Staatsanwaltschaft wird dabei auf sachliche und realistische, nur auf den Fall bezogene Weise präsentiert. Das Privatleben der Figuren wird meist ausgespart und nur in Nebensätzen der Dialoge angedeutet. Auf Rückblenden und Spezialeffekte wird völlig verzichtet. Der Zuschauer weiß außerdem immer nur so viel wie die Polizisten oder Staatsanwälte; manche Fälle können somit nicht zweifelsfrei aufgeklärt werden.

## Besetzung und Synchronisation
Die Hauptbesetzung von Law & Order besteht seit Serienbeginn aus sechs Figuren, von denen je drei der Polizei und der Staatsanwaltschaft angehören. Sie werden im Vorspann stets unter Starring, also als Hauptdarsteller, aufgeführt. Ihre Rollen sind in der folgenden Tabelle aufgelistet.
Das am häufigsten eingesetzte Ermittler-Duo bildeten Briscoe und Green mit 120 gemeinsam bestrittenen Fällen, gefolgt von Briscoe/Curtis (94 Fälle) und Briscoe/Logan (59 Fälle). Lennie Briscoe wurde neben Jack McCoy zu einer Identifikationsfigur der Serie. Unter den übrigen Duos erreichte das letzte Gespann vor der zwischenzeitlichen Absetzung nach Staffel 20, Lupo/Bernard mit 49 Fällen, die meisten Einsätze. Dahinter reihen sich Fontana/Green (42 Fälle), Cerreta/Logan (30 Fälle), Green/Cassady & Greevey/Logan (je 22 Fälle), sowie Green/Lupo (14 Fälle), Bernard/Cosgrove (10 Fälle) und Fontana/Falco (4 Fälle) ein [Stand: nach Ende der 21. Staffel].
Auf Seiten der Staatsanwaltschaft arbeiteten McCoy und Southerlyn am häufigsten zusammen (85 Fälle), gefolgt von McCoy/Carmichael (72 Fälle), Stone/Robinette (66 Fälle), Cutter/Rubirosa (63 Fälle), McCoy/Ross (47 Fälle), McCoy/Kincaid (46 Fälle), McCoy/Borgia (33 Fälle), sowie Stone/Kincaid & McCoy/Rubirosa (je 22 Fälle). Price/Maroun kommen bis zur Staffeln 21 bis 24 bereits auf  67 Episoden.
Ekkehardt Belle, der Synchronsprecher von Michael Moriarty, spricht auch das Intro. Die Episoden wurden bis Staffel 20 durch Bavaria Synchron synchronisiert, wobei Michael Brennicke die Dialogbücher schrieb und die Dialogregie führte. In Staffel 21 geschieht dies bei der Münchner Synchron unter der Leitung von Ulrich Johannson. In Staffel 22 hat Simon Mora die Dialogregie unter Auftrag der FFS Film- & Fernseh-Synchron GmbH übernommen. Von den früheren Sprechern konnte lediglich Jan Odle als Kevin Bernard verpflichtet werden.
Einige Mitglieder der Hauptbesetzung spielten ihre Rolle auch in den Ablegern von Law & Order.
Für die nach über 10 Jahren bestellte 21. Staffel wurde Jeffrey Donovan als Detective verpflichtet. In weiteren neuen Rollen sind Camryn Manheim, Hugh Dancy und Odelya Halevi zu sehen. Zudem kehrten Sam Waterston & Anthony Anderson zurück, wobei letzterer in der 22. Staffel durch Mehcad Brooks abgelöst werden soll.
| Schauspieler                      | Rang                 | Rollenname                 | Hauptrolle (Episoden) | Hauptrolle (Staffeln) | Hauptrolle (∑ Episoden) | Gastrolle (Episoden)             | Gastrolle (Staffeln) | Deutsche Synchronstimme |
| --------------------------------- | -------------------- | -------------------------- | --------------------- | --------------------- | ----------------------- | -------------------------------- | -------------------- | --- |
| Polizei                           |                      |                            |                       |                       |                         |                                  |                      | |
| George Dzundza                    | Det. Sgt.            | Max Greevey                | 1–22                  | 1                     | 22                      |                                  |                      | Mogens von Gadow |
| Chris Noth                        | Jun. Det.            | Mike Logan                 | 1–111, F              | 1–5                   | 111                     |                                  |                      | Michael Schwarzmaier, Dirk Bublies (F) |
| Dann Florek                       | Capt.                | Donald „Don“ Cragen        | 1–66, F               | 1–3                   | 66                      | 108, 219, 336                    | 5, 10, 15            | Leon Rainer, Klaus Jepsen (F) |
| Paul Sorvino                      | Det. Sgt.            | Phil Cerreta               | 23–52                 | 2–3                   | 30                      | 53                               | 3                    | Reinhard Brock |
| Jerry Orbach                      | Sen. Det.            | Leonard „Lennie“ Briscoe   | 53–325                | 3–14                  | 273                     | F                                |                      | Niels Clausnitzer, Reinhard Kuhnert (F) |
| S. Epatha Merkerson               | Lt.                  | Anita van Buren            | 67–456                | 4–20                  | 390                     | F, 17                            | 1                    | Dagmar Dempe, Sonja Deutsch (F) |
| Benjamin Bratt                    | Jun. Det.            | Reynaldo „Rey“ Curtis      | 112–205               | 6–9                   | 94                      | F, 444                           | 20                   | Ole Pfennig, Christoph Banken (F) |
| Jesse L. Martin                   | Jun. Det., Sen. Det. | Edward „Ed“ Green          | 206–345, 350–407      | 10–18                 | 198                     |                                  |                      | Matthias Klie |
| Dennis Farina                     | Sen. Det.            | Joe Fontana                | 326–371               | 15–16                 | 46                      |                                  |                      | Christian Rode |
| Michael Imperioli                 | Jun. Det.            | Nick Falco                 | 346–349               | 15                    | 4                       | 370                              | 16                   | Konstantin Graudus |
| Milena Govich                     | Jun. Det.            | Nina Cassady               | 372–393               | 17                    | 22                      |                                  |                      | Stephanie Kellner |
| Jeremy Sisto                      | Jun. Det., Sen. Det. | Cyrus „Lups“ Lupo          | 394–456               | 18–20                 | 63                      |                                  |                      | David Nathan |
| Anthony Anderson                  | Jun. Det., Sen. Det. | Kevin Bernard              | 408–466               | 18–21                 | 59                      | 407                              | 18                   | Jan Odle |
| Jeffrey Donovan                   | Jun. Det.            | Frank Cosgrove             | 457–488               | 21–22                 | 32                      |                                  |                      | René Oltmanns |
| Camryn Manheim                    | Lt.                  | Kate Dixon                 | 457–501               | 21–23                 | 45                      |                                  |                      | Susanne von Medvey |
| Mehcad Brooks                     | Sen. Det.            | Jalen Shaw                 | 467–523               | 22–24                 | 54                      |                                  |                      | Sebastian Winkler |
| Reid Scott                        | Jun. Det.            | Vincent Riley              | 489–                  | 23–                   | 35                      |                                  |                      | Andrés Mendez |
| Maura Tierney                     | Lt.                  | Jessica Brady              | 502–                  | 24–                   | 22                      |                                  |                      | TBA |
| John Fiore                        | Det.                 | Tony Profaci               | F                     |                       |                         | 3–184                            | 1–9                  | Franjo Marincic, Jürgen Jung, Christian Weygand, Ulf J. Söhmisch, Christoph Krix, Willi Röbke, Wolfgang Schatz, Gerhard Acktun, Stefan Gossler (F) |
| Dabney Coleman                    | Lt.                  | Kevin Stolper              | F                     |                       |                         |                                  |                      | Frank-Otto Schenk |
| Dana Eskelson                     | Det.                 | Frankie Silvera            | F                     |                       |                         |                                  |                      | Debora Weigert |
| Staatsanwaltschaft                |                      |                            |                       |                       |                         |                                  |                      | |
| Michael Moriarty                  | EADA                 | Benjamin Stone             | 1–88                  | 1–4                   | 88                      |                                  |                      | Ekkehardt Belle |
| Richard Brooks                    | ADA                  | Paul Robinette             | 1–66                  | 1–3                   | 66                      | 125, 355, 375                    | 6, 16–17             | Fabian von Klitzing |
| Steven Hill                       | DA                   | Adam Schiff                | 1–5, 7–229            | 1–10                  | 228                     |                                  |                      | Klaus Höhne |
| Jill Hennessy                     | ADA                  | Claire Kincaid             | 67–134                | 4–6                   | 68                      |                                  |                      | Uta Kienemann-Zaradic |
| Sam Waterston                     | EADA, DA             | Jack McCoy                 | 89–493, F             | 5–23                  | 405                     |                                  |                      | Randolf Kronberg, Ernst Meincke, Jürgen Heinrich, Jürgen Jung, Rüdiger Evers (F)                                                                   |
| Carey Lowell                      | ADA                  | Jamie Ross                 | 135–181               | 7–8                   | 47                      | 210, 251, 457                    | 10–11, 21            | Martina Duncker, Silvia Mißbach, |
| Angie Harmon                      | ADA                  | Abbie Carmichael           | 182–253               | 9–11                  | 72                      |                                  |                      | Elisabeth Günther |
| Dianne Wiest                      | DA                   | Nora Lewin                 | 230–277               | 11–12                 | 48                      |                                  |                      | Maddalena Kerrh |
| Elisabeth Röhm                    | ADA                  | Serena Southerlyn          | 254–338               | 12–15                 | 85                      |                                  |                      | Anke Korte |
| Fred Dalton Thompson              | DA                   | Arthur Branch              | 278–393               | 13–17                 | 116                     |                                  |                      | Michael Gahr |
| Annie Parisse                     | ADA                  | Alexandra Borgia           | 339–371               | 15–16                 | 33                      |                                  |                      | Natascha Geisler |
| Alana de la Garza                 | ADA                  | Consuela „Connie“ Rubirosa | 372–456               | 17–20                 | 85                      |                                  |                      | Dascha Lehmann |
| Linus Roache                      | EADA                 | Michael Cutter             | 394–456               | 18–20                 | 63                      |                                  |                      | Tobias Lelle |
| Hugh Dancy                        | EADA                 | Nolan Price                | 457–                  | 21–                   | 67                      |                                  |                      | Christopher Kussin (Staffel 21 + 22), Markus Pfeiffer (ab Staffel 23)                                                                              |
| Odelya Halevi                     | ADA                  | Samantha Maroun            | 457–                  | 21–                   | 67                      |                                  |                      | Anke Kortemeier |
| Tony Goldwyn                      | DA                   | Nicholas Baxter            | 495–                  | 23–                   | 29                      |                                  |                      | Matthias Klie |
| Gerichtsmediziner und Psychologen |                      |                            |                       |                       |                         |                                  |                      | |
| Carolyn McCormick                 |                      | Dr. Elizabeth Olivet       | 45–88                 | 3–4                   | 44                      | 23–39, 91–152, 204, 207, 278–439 | 2, 5–7, 9–10, 13–20  | Daniela Arden Ute Brankatsch |
| Leslie Hendrix                    |                      | Dr. Elizabeth Rodgers      |                       |                       |                         | 41–456                           | 2–20, F              | Bettina Kenter |
| J. K. Simmons                     |                      | Dr. Emil Skoda             |                       |                       |                         | 159–327, 446–456                 | 8–15, 20             | Walter von Hauff |

Anmerkungen:
1. ↑  Der Rang innerhalb des Polizeireviers bzw. der Staatsanwaltschaft, den die dargestellte Figur innehat:
Jun. Det. = Junior Detective
Sen. Det. = Senior Detective
 Det. Sgt. = Detective Sergeant
EADA = Executive Assistant District Attorney (Stellvertretende/-r Bezirksstaatsanwalt/-anwältin)
ADA = Assistant District Attorney (Bezirksstaatsanwaltsassistent/-in)
 DA = District Attorney (Bezirksstaatsanwalt/-anwältin)
2. 1 2  F = Fernsehfilm Strafversetzt – Mord in Manhattan (Exiled – A Law & Order Movie, 1998)
3. ↑  Jun. Det. von Staffel 10 bis 17, Sen. Det. Staffel 17 bis 18
4. ↑  in Staffel 18 von Jun. Det. zu Sen. Det.
5. ↑  in Staffel 21 von Jun. Det. zu Sen. Det.
6. ↑  Kein Auftritt in Episode 517 & 518 & 520
7. ↑  Staffel 1
8. ↑  Staffel 2, Episode 11
9. ↑  Staffel 2, Episode 13 & 14
10. ↑  Staffel 3, Episode 11 bis 14
11. ↑  Staffel 3, Episode 15 bis 22
12. ↑  Staffel 4
13. ↑  Staffel 5
14. ↑  Staffel 6 bis 9
15. ↑  EADA von Staffel 5 bis 17, DA seit Staffel 18
16. ↑  Kein Auftritt in Episode 422
17. ↑  Staffel 5 bis 12
18. ↑  Staffel 13 bis 20, Episode 6
19. ↑  Staffel 20, Episode 7 bis 23
20. ↑  ab Staffel 21
21. ↑  Staffel 7 bis 11
22. ↑  ab Staffel 21
23. 1 2 3 4 5 6  Darsteller hatten nicht in allen Episoden einen Auftritt.
24. ↑  Staffel 2 bis 7, 10, 15 bis 20
25. ↑  Staffel 9, 13 bis 14

## Fernsehausstrahlung

### USA
Law & Order startete in den USA im September 1990 auf NBC. Die Staffeln umfassen jeweils zwischen 22 und 24 Episoden. Eine Ausnahme hiervon bildet die 18. Staffel, die wegen eines Streiks der Drehbuchautoren nur über 18 Episoden ging. Am 14. Mai 2010 gab NBC bekannt, dass Law & Order nach der 20. Staffel eingestellt wird. Daraufhin kämpfte Erfinder Dick Wolf darum, die Serie beim Kabelsender TNT unterzubringen. Am 6. Juli zeigte der Sender AMC Interesse an der Serie. Am 30. Juli 2010 bestätigte Dick Wolf im Rahmen der TCA Summer Press Tour jedoch endgültig, dass die Serie keine Fortsetzung auf einem anderen Sender finden werde. Auch Spekulationen über einen Abschlussfilm, die aufgekommen waren, weil die Serie aufgrund der kurzfristigen Absetzung nur in einem herkömmlichen Staffelfinale endete, erteilte er eine Absage.

### Deutschland
| Staffel | ∑ Episoden | Sendezeitraum                  | Sender |
| ------- | ---------- | ------------------------------ | ------ |
| 1       | 22         | September 1992 – Dezember 1993 | RTL    |
| 2       | 22         | September 1992 – Dezember 1993 | RTL    |
| 3       | 16         | September 1992 – Dezember 1993 | RTL    |
| 3       | 6          | März 1997                      | VOX    |
| 4       | 22         | September 1996 – Dezember 1997 | RTL    |
| 5       | 23         | September 1996 – Dezember 1997 | RTL    |
| 6       | 13         | September 1996 – Dezember 1997 | RTL    |
| 6       | 10         | August – Oktober 1998          | RTL II |
| 7       | 21         | August – Oktober 1998          | RTL II |
| 7       | 2          | August 1999                    | RTL II |
| 8       | 8          | März – Mai 2000                | RTL    |
| 8       | 8          | Sep. – Nov. 2004               | RTL    |
| 8       | 8          | März – Juli 2006               | RTL    |
| 9       | 12         | März – Juli 2006               | RTL    |
| 9       | 12         | Dezember 2004 – August 2005    | RTL    |
| 10      | 23         | Dezember 2004 – August 2005    | RTL    |
| 10      | 1          | August 2006                    | RTL    |
| 11      | 24         | Oktober 2005 – März 2006       | RTL    |
| 12      | 24         | Oktober 2005 – März 2006       | RTL    |
| 13      | 24         | Sep. 2006 – August 2008        | RTL    |
| 14      | 24         | Sep. 2006 – August 2008        | RTL    |
| 15      | 24         | Sep. 2006 – August 2008        | RTL    |
| 16      | 22         | Sep. 2006 – August 2008        | RTL    |
| 17      | 22         | September 2008 – April 2009    | RTL    |
| 18      | 12         | September 2008 – April 2009    | RTL    |
| 18      | 6          | September – Dezember 2009      | RTL    |
| 19      | 8          | September – Dezember 2009      | RTL    |
| 19      | 10         | März – Mai 2010                | RTL    |
| 19      | 4          | September – Dezember 2010      | RTL    |
| 20      | 9          | September – Dezember 2010      | RTL    |
| 20      | 14         | März – Juni 2011               | RTL    |

In Deutschland wurden die ersten 60 Episoden 1992 und 1993 unter dem Originaltitel Law & Order durch RTL erstausgestrahlt. In den folgenden Jahren sendeten sowohl RTL als auch RTL II und VOX die Serie unter dem deutschen Titel Die Aufrechten – Aus den Akten der Straße. Unter diesem Namen startete auch die achte Staffel bei RTL im Jahr 2000, die nach acht Episoden wieder abgebrochen wurde. Erst im September 2004 setzte der Sender die Serie fort, im wöchentlichen Rhythmus und wieder unter dem Originaltitel. Ausgestrahlt wurden Episoden der Staffeln 8 bis 12, wobei von den Staffeln 8 und 9 einige zunächst zurückgehalten und später, gemischt mit Wiederholungen, nachgereicht wurden. Zwischen Oktober 2005 und Oktober 2006 sendete RTL wöchentlich zwei Episoden. Die 13. Staffel begann im September 2006, darauf folgte ab März 2007 die 14. Staffel, die im Sommer für vier Wochen unterbrochen wurde. Im September 2007 schloss sich die 15. Staffel an; die 16. startete im April 2008 und die 17. im September 2008.
Von Oktober 2006 bis Juni 2008 wiederholte der Sender Das Vierte Episoden der Staffeln 1 bis 3.
Beim Bezahlfernsehsender 13th Street waren die Staffeln 1 bis 9 zwischen März und Juni 2004 zu sehen. Bei Premiere Start wurde zudem der 1998 entstandene Fernsehfilm Strafversetzt – Mord in Manhattan (englisch Exiled: A Law & Order Movie), in dem sechs zum Teil ehemalige Hauptfiguren gemeinsam auftreten, erstaufgeführt. Dieser war bei RTL erstmals am 17. März 2007 zu sehen.

### Österreich
Von 2004 bis 2007 wurde die Fernsehserie von ORF 1 ausgestrahlt. Von 22. Mai bis zum 2. November 2009 wurde die 13. Staffel auf dem Sender Puls 4 ausgestrahlt, von 9. November 2009 bis 10. Mai 2010 die 14. Staffel und von 17. Mai bis 22. Dezember 2010 mit einer Unterbrechung die 15. Staffel. Auf österreichischen Sendern wurden nicht alle Staffeln vollständig ausgestrahlt.

## DVD-Verfügbarkeit
Die 1. Staffel erschien am 19. Juni 2003 auf DVDs im Ländercode (RC) 2. Sie ist als Box erhältlich, die drei Amarays mit je zwei DVDs beinhaltet. Diese verfügen sowohl über den englischen Originalton als auch über die deutsche Tonspur. Am 31. Januar 2013 wurde die erste Staffel erneut veröffentlicht. Weitere Staffeln erschienen in Deutschland bisher nicht auf DVD. Unter dem Titel Law & Order – Die Zeugin (alternativ und englisch: Law & Order – Corruption Empire) erschienen 2007 die zu einem Film zusammengeschnittenen Episoden Das Imperium (Empire, Staffel 9) und Korruption (Corruption, Staffel 7).
Zum 20-jährigen Jubiläum von Law & Order veröffentlichte Universal in den USA alle 20 Staffeln in einer Box mit 104 Discs am 8. November 2011.

## Besondere Episoden

### Fortsetzungsgeschichten
Es gab bei Law & Order drei innerhalb der Serie erzählte Fortsetzungsgeschichten, Storys, die sich über mehrere Episoden erstrecken. Die erste davon war eine Doppelfolge in der 1. Staffel und heißt Jagdfieber (Episoden 15 und 16). Die einzige dreiteilige Geschichte war in der 7. Staffel zu sehen und besteht aus den Episoden 149 (Die Tote im East River), 150 (Schlagabtausch) und 151 (Psychiater im Zwielicht). Die zweite und letzte Doppelfolge, aus den Episoden 204 und 205 (Der einzige Zeuge) bestehend, bildete den Abschluss der 9. Staffel und beinhaltete die letzten Auftritte von Benjamin Bratt in seiner Hauptrolle als Detective Rey Curtis.

### Crossover
Außerdem kam es im Laufe der Zeit zu mehreren Crossovern mit anderen Fernsehserien. Bei diesen serienübergreifenden Fortsetzungsgeschichten ist nur jeweils ein Teil als Episode von Law & Order zu sehen, während der andere Teil als Episode einer anderen Fernsehserie gezeigt wurde. So sind die Episoden 124 (Der Giftgasanschlag, 6. Staffel), 163 (Abgrund des Herzens, 8. Staffel) und 195 (Achtung, Sonderermittler; 9. Staffel) jeweils erste Teile dreier Doppelfolgen, die in der Krimiserie Homicide fortgesetzt wurden. Die Episoden 219 (Opfer des Ruhms, 10. Staffel) und 351 (16. Staffel) sind jeweils Fortsetzungen zweier im Ableger Law & Order: Special Victims Unit gesendeter Episoden. Episode 345 (15. Staffel) ist der erste Teil einer Doppelfolge, deren zweiter Teil im Ableger Law & Order: Trial by Jury zu sehen ist. Episode 467 (Staffel 22) bildet den dritten Teil eines Crossovers mit Law & Order: Special Victims Unit sowie Law & Order: Organized Crime, wodurch erstmals alle aktuell laufenden Serien eine zusammenhängende Geschichte haben.

### Fernsehfilm
Der Fernsehfilm Strafversetzt – Mord in Manhattan (1998, englisch Exiled: A Law & Order Movie, Erstausstrahlung D RTL am 18. März 2007) liegt handlungsmäßig zwischen der Strafversetzung von Detective Mike Logan (Rausschmiss Chris Noths 1995 aus der Serie) und dem Einstieg im Spin-off Criminal Intent – Verbrechen im Visier 2005 (Episode 4.13: Hinter Gittern, regelmäßig ab Staffel 5).

## Beurteilung

### Pressezitate
“[…] a singular oasis of creative stability in a notoriously fickle television world.”

„[…] eine einzigartige Oase der kreativen Stabilität in der notorisch unbeständigen Fernsehwelt.“

### Auszeichnungen
| Staffel       | 1 | 2 | 3 | 4 | 5 | 6 | 7 | 8 | 9  | 10 | 11 | 12 | 13 | 14–20 |
| Nominierungen | 1 | 6 | 6 | 3 | 1 | 2 | 5 | 4 | 10 | 7  | 4  | 2  | 1  | –     |
| Prämierungen  | – | 1 | 2 | – | – | – | 2 | 1 | –  | –  | –  | –  | –  | –     |

In den Jahren von 1991 bis 2003 wurde Law & Order insgesamt 52 Mal für den Emmy nominiert – eine Auszeichnung, die in mehreren Kategorien jährlich für US-amerikanische Fernsehsendungen verliehen wird – und konnte die Trophäe in diesem Zeitraum sechs Mal gewinnen. 1992 bis 2002 – von der zweiten bis zur zwölften Staffel – wurde Law & Order jeweils in der Kategorie „Beste Dramaserie“ nominiert, in der die Serie 1997 – für die siebte Staffel – auch prämiert wurde. Zudem gab es zwischen 1992 und 1999 sechs Nominierungen für den Golden Globe.

## Einflüsse
Durch den Erfolg von Law & Order entstanden weitere Fernsehserien, die im selben Fernsehuniversum spielen.
Zu den entstandenen Fernsehserien gehören fünf Ableger:
- Law & Order: Special Victims Unit (1999–) begann in den USA im September 1999 als erster Ableger. Darin klärt die Spezialeinheit „Special Victims Unit“ Sexualverbrechen auf. Hier nahm Dann Florek seine Rolle als Captain Donald Cragen wieder auf. Ebenfalls mit von der Partie ist, von Beginn der Serie bis Folge 324 in Staffel 15, eine durch Homicide bekannte Serienfigur: Detective John Munch. Der gebürtige New Yorker ließ sich nach dem erneuten Scheitern einer Ehe von Baltimore zur Spezialeinheit in seine Heimatstadt versetzen.
- Criminal Intent – Verbrechen im Visier (2001–2011) startete in den USA im September 2001 als zweiter Ableger. Die Serie beschreibt die psychologischen Hintergründe der Tat sowie die Arbeit eines Polizeiteams. In der fünften Staffel nahm Chris Noth seine aus Law & Order bekannte Rolle als Det. Mike Logan wieder auf, um Vincent D’Onofrio zu entlasten.
- Law & Order: Trial by Jury (2005) startete in den USA im März 2005. Hauptthema der Episoden ist die Arbeit der Jurys bei Gerichtsverfahren. Bevor Jerry Orbach starb, stellte er in zwei Episoden dieser Serie seine bereits bekannte Figur Lennie Briscoe dar. NBC stellte die Serie nach nur drei Monaten und 12 Episoden wegen zu geringer Einschaltquoten wieder ein. Eine dreizehnte, zunächst zurückgehaltene Episode wurde im Januar 2006 erstmals gezeigt.
- Law & Order: LA (2010–2011) startete am 29. September 2010 in den USA und ist der erste Ableger, der nicht in New York spielt, sondern wie der Titel schon sagt, in Los Angeles.
- Law & Order: Organized Crime (seit 2021) startete am 1. April 2021 in den USA mit einem Crossover der 9. Folge der 22. Staffel von Law & Order: Special Victims Unit.[16]
- Law & Order Toronto: Criminal Intent (seit 2024) startete am 22. Februar in Kanada.

Des Weiteren gehören die Sendungen Homicide (1993–1999) (durch drei Crossover und John Munch, der in den Folgen 1–324 eine Hauptrolle bei Law & Order: Special Victims Unit spielte),
New York Undercover (1994–1998),
Deadline (2000–2001),
Conviction (2006) (durch Alexandra Cabot, die davor und danach bei Law & Order: Special Victims Unit als Hauptrolle mitspielte),
In Plain Sight – In der Schusslinie (2008–2012) (durch ein Crossover mit Criminal Intent – Verbrechen im Visier) und
Chicago Fire (2012–) und dessen Ableger Chicago PD (2014–) (durch ein Crossover von Law & Order: Special Victims Unit und Chicago PD) zum Serienuniversum.
Die Sendungen Law & Order: UK und Law & Order Paris tragen zwar den Namen Law & Order, enthalten aber keine Crossover und keine Figuren von anderen Law & Order-Serien und gehören somit nicht zum Franchise bzw. Serienuniversum.
Die manchmal als weiterer Ableger bezeichnete Serie Crime & Punishment ist zwar auch bekannt als Law & Order: Crime & Punishment, trägt diese Bezeichnung aber nicht als offiziellen Titel. Sie zeigt die Arbeit von Staatsanwälten in einer Kanzlei von San Diego. Alle 24 Episoden der Serie entstanden zwischen 2002 und 2004 in Form von Reality-TV.
Law & Order war auch Vorbild für die 1994 bei RTL gestartete Serie Im Namen des Gesetzes.

## Zusatzinformationen
- Seit 2005 sind auch drei Computerspiele von Law & Order auf dem Markt.
- Mehrere Schauspieler hatten vor ihrer Hauptrolle eine Gastrolle bei Law & Order, in der sie aber eine andere Person verkörperten. Jerry Orbach spielte einen Anwalt, S. Epatha Merkerson eine Mutter, deren Sohn getötet worden war. Jill Hennessy spielte in einer früheren Folge eine Zeugin, bevor sie ihre Rolle als ADA Claire Kincaid übernahm. Annie Parisse spielte vor ihrer Rolle als ADA Alexandra Borgia in einer Folge eine Stripperin namens Jasmine Blake. Bevor Jeremy Sisto die Rolle des Det. Cyrus Lupo übernahm, war er in einer Folge als Rechtsanwalt Clint Glover zu sehen. Michael Imperioli war als Chauffeur zu sehen, der einen Mord begangen hatte, später spielte er Jun. Det. Nick Falco.
- In der Serie spielten einige namhafte Filmstars mit, unter anderem Samuel L. Jackson, der einen Anwalt spielte, sowie Julia Roberts (S9xFolge 20 „Das Imperium“ (Empire)). Ebenso übernahmen aus dem Fernsehen bekannte Figuren Gastrollen, zum Beispiel Erick Avari, der als Kasuf aus Stargate bekannt wurde; Fritz Weaver Holocaust – Die Geschichte der Familie Weiß und Courtney B. Vance, der später in der Ablegerserie Law & Order: Criminal Intent einen Staatsanwalt verkörperte.
- Obwohl Elisabeth Röhm (ADA Serena Southerlyn) fließend Deutsch spricht und auch die deutsche Staatsangehörigkeit besitzt, wird sie in der Serie durch Anke Korte synchronisiert.
- Seit 2012 wird Law & Order bei Nitro, RTLup und 13th Street regelmäßig im Abend, Nacht- sowie im Frühmorgenprogramm ausgestrahlt.[17][18][19]
- Die Szenen auf der Treppe vor dem Gerichtsgebäude wurden am New York State Supreme Court Building und am Civic Center in Manhattan gedreht.